# Alamanno Morelli
Alamanno Morelli (Brescia, 28 giugno 1812 – Scandicci, 10 gennaio 1893) è stato un attore teatrale italiano.

## Biografia

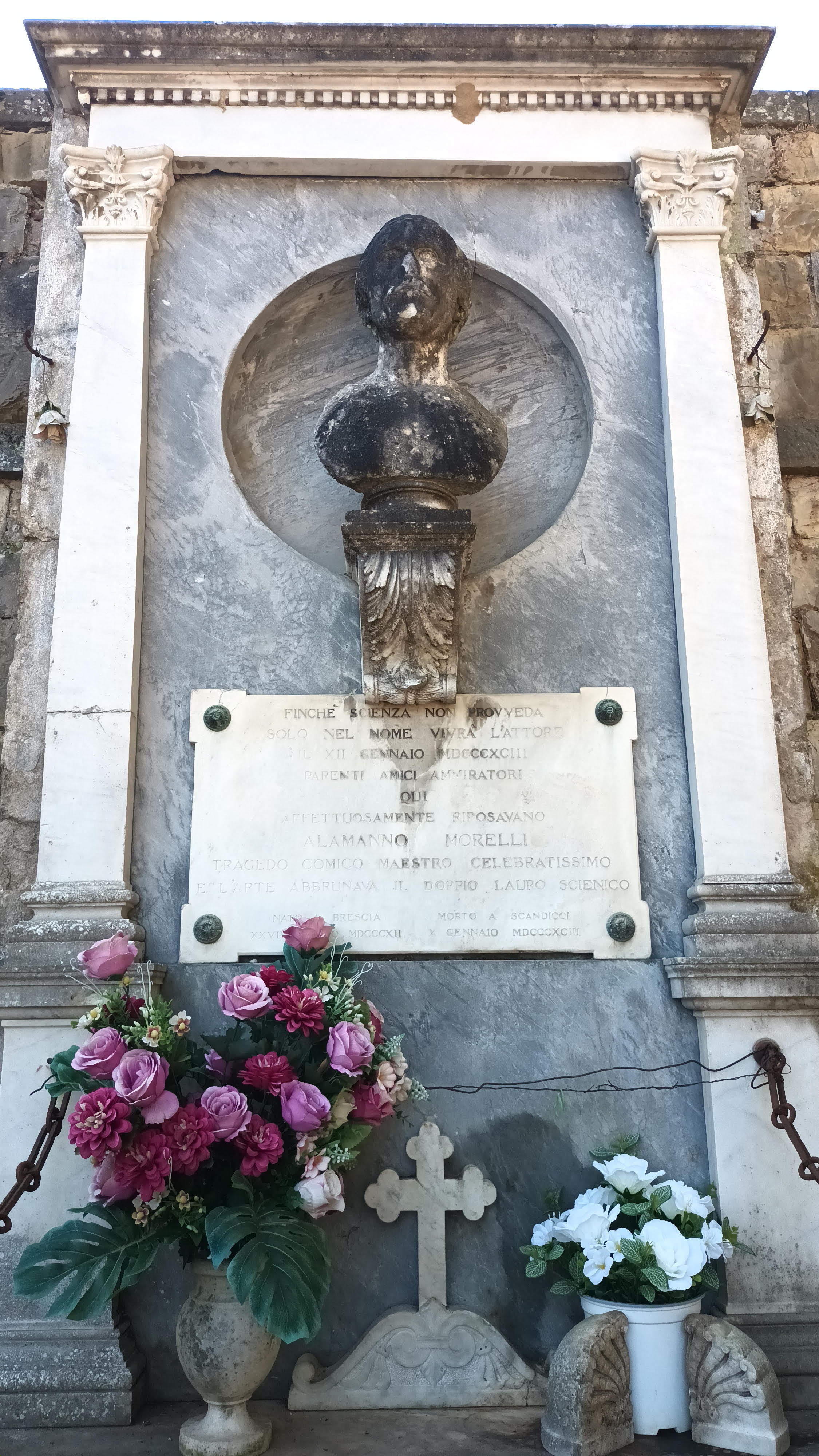
La tomba di Alamanno Morelli nel cimitero di Scandicci (FI) (foto agosto 2024)

Nato a Brescia durante una tournée dei genitori Antonio e Adelaide Salsilli, celebri artisti drammatici veneziani tra i primi a recitare «commedie ancora poco note di Goldoni tra cui Il campiello, Sior Todero brontolon, I rusteghi e Le baruffe chiozzotte» nei teatri italiani, Morelli intraprese anch'egli la via del palcoscenico a diciotto anni. Il padre era discendente di una famiglia nobile originaria di Firenze che aveva dato alti funzionari alla Repubblica fiorentina. Dopo un lungo periodo di tirocinio nella compagnia di Giacomo Modena, insieme al di lui figlio Gustavo, il Morelli divenne ben presto attore teatrale di prosa molto conosciuto e apprezzato, grazie alla bella voce e alla naturalezza della sua recitazione.
Fu il primo a portare il dramma Kean di Alexandre Dumas padre nei teatri italiani, debuttando al Teatro Re di Milano nel 1845. Cinque anni più tardi, a Trieste, con la compagnia teatrale di Francesco Augusto Bon, interpretò Amleto nell'omonima opera ispirata al capolavoro di Shakespeare e da lui riadattata insieme a Gaetano Vestri, sulla base della traduzione del conte Carlo Rusconi, risalente al 1831. Del grande autore inglese interpretò anche Macbeth, al Teatro Carignano di Torino nella stagione 1849-50, e Riccardo III, al Teatro Niccolini di Firenze nel 1870.
Fu tra i primi attori di prestigio ad esibirsi sul palcoscenico del Teatro Nuovo di Pisa nel 1868, un anno dopo la sua costruzione, portandovi al successo la Diane de Lys di Alexandre Dumas figlio e Fragilità di Achille Torelli. Arrivò a dirigere una sua propria compagnia teatrale, la Drammatica Compagnia Lombarda, che contava tra le sue file artisti come Fanny Sadowsky, Adelia Arrivabene, Angela Botteghini, Augusto Bon, Luigi Bellotti Bon, Achille Majeroni e Luigi Bonazzi.
Si dedicò per alcuni anni all'insegnamento della sua arte presso l'Accademia dei Filodrammatici di Milano, scrivendo nel 1877 un Manuale dell'artista drammatico. Anticipò i tempi curando più l'affiatamento degli attori, la composizione dello spettacolo e la qualità della scenografia, che non i trionfi personali, non esitando a riservarsi parti secondarie quando quelle principali non si attenevano alle sue caratteristiche vocali e mimiche.
Morì a Scandicci (FI) il 10 gennaio del 1893, nella casa al numero civico 74 di via Santa Maria a Greve (attuale via Dante numero 13), vicino alla dimora della sua amica e collega Marini, "per probabile perforazione intestinale", secondo il referto medico.
Fu sepolto nel cimitero di Sant'Antonio e l'orazione funebre la pronunciarono Tommaso Salvini e Gattesco Gatteschi. Il 31 agosto 1909 venne posta una lapide nella sua casa scandiccese ove spirò. La tradizione artistica verrà colta dai discendenti, in particolare dalla nipote Rina.

## Bibliografia

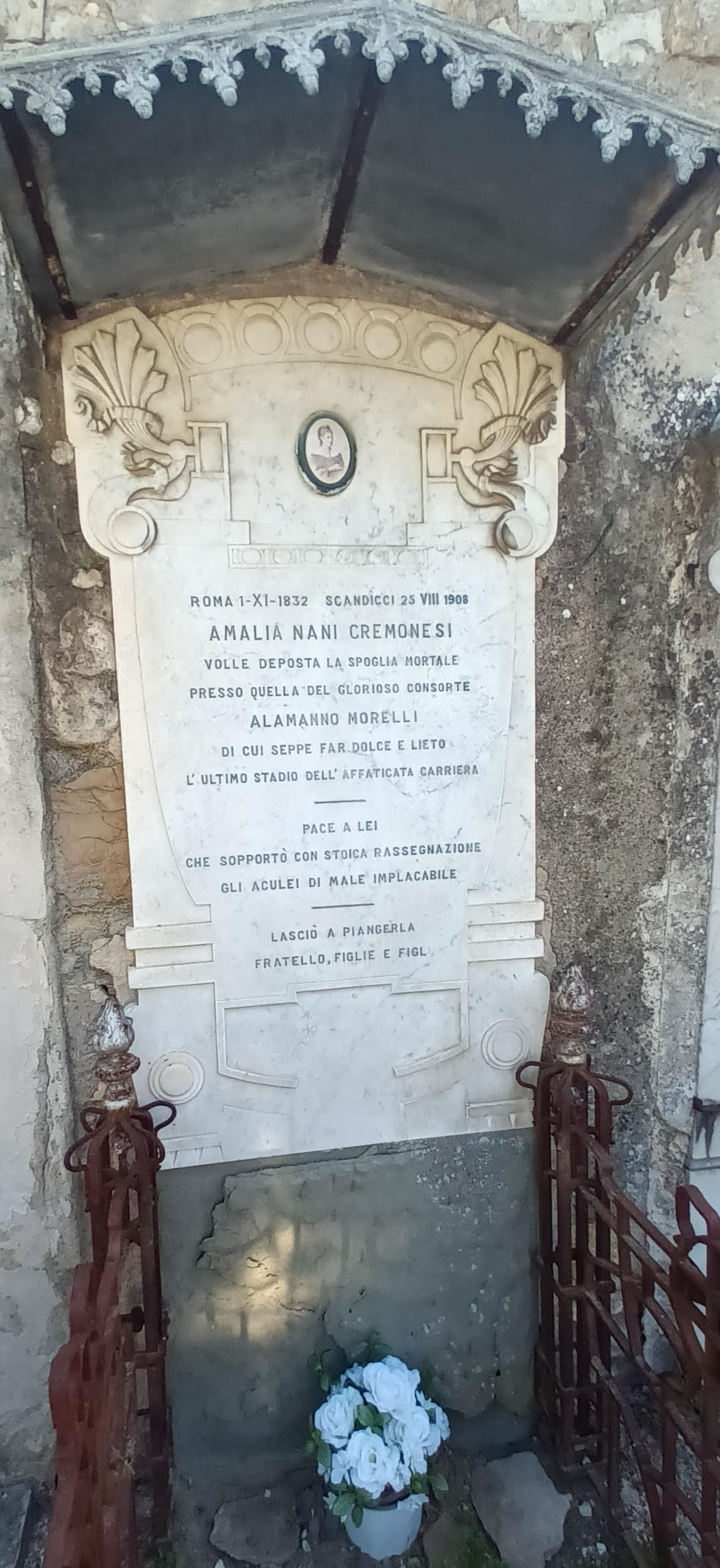
La tomba della seconda moglie, Amalia Nani Cremonesi, sepolta a poca distanza nel cimitero di Scandicci (FI) (foto agosto 2024)